# 572
Évszázadok: 5. század – 6. század – 7. század
Évtizedek: 520-as évek – 530-as évek – 540-es évek – 550-es évek – 560-as évek – 570-es évek – 580-as évek – 590-es évek – 600-as évek – 610-es évek – 620-as évek
Évek: 567 – 568 – 569 – 570 –  571 – 572 – 573 – 574 – 575 – 576 – 577

## Események

### Bizánci Birodalom
- Miután a bizánciak megtagadják az évi védekezési hozzájárulás fizetését és segítséget nyújtanak az örmény felkelőknek, akikkel együttesen elfoglalják Dvint, kitör a háború a Bizánci Birodalom és a Szászánida-dinasztia között.
- II. Iusztinosz császáron az őrültség jelei mutatkoznak. Egy vele ellenséges történetíró, Epheszoszi János szerint úgy viselkedik, mint a vadállatok, kerekes trónon tologattatja magát és éjjel-nappal orgonán játszat zenét.
- A perzsákkal szövetséges arab Lahmidák megtámadják a bizánciakkal szövetséges Gasszánidákat, de visszaverik őket és végigfosztogatják a Lahmidák területeit. III. Al-Mundir gasszánida király jutalmat kér embereinek II. Iusztinosztól, aki ezen úgy megdühödik, hogy elrendeli a király meggyilkolását. Al-Mundir tudomást szerez a császár tervéről és megszakítja a szövetséget Konstantinápollyal.

### Európa
- A longobárdok három éves ostrom után elfoglalják Ticinumot (Pavia). A stratégiai helyen fekvő várost Alboin longobárd király kinevezi fővárosának.
- Paviai palotájában meggyilkolják Alboin királyt. Felesége, Rosamund (Cunimund gepida király lánya, akit Alboin erővel vett feleségül a gepidák legyőzése után és állítólag apja koponyájából készített kupából kellett innia egy lakomán) összeesküvést sző a király fogadott fivérével, Helmichisszel. Rosamund elcsábítja, majd megzsarolja Alboin belső szolgáját, aki megöli (vagy segít megölni) a részegen alvó uralkodót. Helmichis királlyá kiáltja ki magát és bejelenti hogy feleségül veszi Rosamundot, de a longobárd törzsfők nem állnak mellé, így kénytelen a kincstárral, Rosamunddal és Alboin egyetlen lányával, Albsuindával Ravennába, a bizánciakhoz menekülni. Rosamund és Helmichis összeházasodnak, de aztán Rosamund a bizánci kormányzó, Longinus szeretője lesz, megpróbálja megmérgezni Helmichist, aki erre rájön és kényszeríti feleségét a méreg megivására, majd maga is öngyilkos lesz.
- A longobárdok Clephet választják királyukká.
- Meghal Æthelric, Bernicia királya. Utóda fivére, Theodric.

### Ázsia
- A kínai Északi Csou dinasztia bábcsászára, Vu saját kezűleg meggyilkolja a hatalmat ténylegesen kezében tartó Jüven Hut és átveszi az állam kormányzását.
- Meghal Mukan, a göktürkök kagánja. Utóda öccse, Taszpar.
- Apja előző évi halála után trónra lép Bidacu japán császár.

### Amerika
- Calakmul maja városállam több évtizedes háborúskodás után legyőzi Tikalt, amely nem pusztul el, de jelentősége lehanyatlik.

## Halálozások
- június 28. – Alboin, longobárd király
- Mukan, türk kagán
- Æthelric, berniciai király
- Waldrada, Theudebald frank király felesége
- Jüven Hu, kínai politikus, régens

## Fordítás
- Ez a szócikk részben vagy egészben  a(z)   572 című angol Wikipédia-szócikk ezen változatának fordításán alapul.  Az eredeti cikk szerkesztőit annak laptörténete sorolja fel. Ez a jelzés csupán a megfogalmazás eredetét és a szerzői jogokat jelzi, nem szolgál a cikkben szereplő információk forrásmegjelöléseként.